# Kapitał: krytyka ekonomii politycznej
Kapitał: krytyka ekonomii politycznej (niem. Das Kapital. Kritik der politischen Ökonomie) – główne dzieło Karola Marksa, w którym dał on wykład podstaw swych poglądów ekonomicznych i zaznaczył główne rysy krytyki współczesnego mu społeczeństwa oraz kapitalistycznego sposobu produkcji i jego następstw.
Kapitał jest podzielony na trzy tomy: tom pierwszy – Proces wytwarzania kapitału, tom drugi – Proces cyrkulacji kapitału, tom trzeci – Proces produkcji kapitalistycznej jako całość.
Pierwszy tom wydany został w Hamburgu w 1867 r. Marks planował wydanie kolejnych tomów Kapitału, lecz nie pozwoliła mu na to choroba. Drugi i trzeci tom dzieła zostały opracowane na podstawie pozostawionych przez Marksa notatek oraz wydane już po śmierci autora przez Friedricha Engelsa, pod nazwiskiem Marksa. Ukazanie się drugiego i trzeciego tomu nastąpiło odpowiednio w latach 1885 i 1894.
Jako tom czwarty jest niekiedy traktowane dzieło pt. Teorie wartości dodatkowej (niem. Theorien über den Mehrwert), wydane już po śmierci Marksa.

## Streszczenie tomów I-III

### Tom pierwszy: Proces wytwarzania kapitału
Jest to jedyny tom wydany za życia Marksa w 1867 roku. Księga składa się z dwudziestu pięciu rozdziałów podzielonych na siedem działów: towar i pieniądz, przemiana pieniądza w kapitał, wytwarzanie wartości dodatkowej bezwzględnej, wytwarzanie wartości dodatkowej względnej, wytwarzanie wartości dodatkowej bezwzględnej i względnej, płaca robocza, proces akumulacji kapitału. Tom pierwszy wychodząc od podstawowej jednostki w produkcji kapitalistycznej „towaru” omawia proces pozyskiwania w produkcji nadwyżek powstałych jako efekt nieopłaconego czasu pracy robotników, czyli „wartości dodatkowej” która przybiera w procesie akumulacji postać kapitału. Proces akumulacji kapitału jest opisany nie tylko jako zjawisko gospodarcze, ale i społeczne oraz polityczne. Opisane są nie tylko takie zjawiska jak zależność zysku od wyzysku, znaczenia i dynamiki bezrobocia w kapitalizmie, czynniki wpływające na wielkość ceny płacy roboczej, ale i społeczne warunki akumulacji kapitału, takie jak regulacje prawa pracy, kondycja życia robotników czy historyczne przesłanki i warunki produkcji kapitalistycznej (takie jak kolonializm czy wywłaszczenie chłopów).

#### Dział pierwszy: towar i pieniądz
W dziale pierwszym Marks omawia podstawową komórkę społeczeństwa kapitalistycznego, czyli „towar” oraz przedstawia swoją słynną uwagę na temat „fetyszystycznego charakteru towaru”. Marks jednocześnie przedstawia w tym i kolejnych rozdziałach swoją teorię wartości.
Towar jest czymś, co zaspokaja potrzeby ludzkie, elementarną jednostką w kapitalistycznej formie produkcji. Towar ma wartość użytkową (materialna podstawa wartości) wynikającą z tego, czym on jest (z jego własności). Urzeczywistnia się ona przez użycie lub spożycie danego towaru. Posiada on także wartość wymienną (wielkość wartości) opartą na relacji wartości użytkowych wymienianych towarów. Prostą formą takiej wartości wymiennej może być wymiana barterowa 5 jednostek towaru X na 1 jednostkę towaru Y, jednak barter wcale nie jest modelem ani dla procesu wymiany, ani dla rozwoju formy wartości w gospodarce towarowej. Dla Marksa społeczny charakter produkcji i wymiany poprzedza każdą jednostkową wymianę i indywidualny proces produkcji, a więc wymiana barterowa jest raczej zjawiskiem pochodnym wobec społecznego procesu wymiany oraz norm, które ustalają reguły obowiązujące w tym procesie.
Wartość wymienna w swojej abstrakcyjnej formie może przybrać formę uniwersalnego ekwiwalentu, czyli pieniądza, w którym wyrażane są wszystkie wartości wymienne wszystkich towarów. Wartość wymienna tych towarów ma swój wyraz w postaci ceny. Jednak pieniądz nie jest źródłem możliwości powstania takiej uniwersalnej wartości wymiennej: jest nim uspołecznienie produkcji, dzięki któremu dla wszystkich towarów istnieje „społecznie niezbędny czas pracy”, czyli uśredniony czas niezbędny dla wytworzenia danego towaru w danym społeczeństwie. Tak rozumiana wartość wymienna jest bardzo złożoną konstrukcją społeczną i zależy nie tylko od technologicznego procesu produkcji, ale również od warunków społecznych i politycznych, w których odbywa się produkcja i wymiana: praw, obyczajów, norm, praktyk, poziomu technologii, form podziału pracy, systemu władzy i wielu innych. Towarem, który przede wszystkim interesuje Marksa, jest „siła robocza”, czyli praca wykonywana przez pracownicę lub pracownika najemnego za płacę roboczą. Siła robocza jest towarem, który nabywa się na rynku (rynku pracy), by użyć go w procesie produkcji w zestandaryzowanej i uśrednionej formie. Każda praca jest konkretna, wykonywana przez określoną jednostkę, być może w sposób nieco odmienny, jednak jej rezultat jest bardzo zbliżony lub zupełnie identyczny z tym, jaki osiągają inne jednostki. Formą pracy, która interesuje kapitalistów wytwarzających towary na masową skalę w celu osiągnięcia zysków, jest „praca abstrakcyjna”, czyli jej uśredniona i zestandaryzowana forma w której różnice jednostkowe zanikają (z perspektywy kapitalisty, czyli z perspektywy wydatkowania siły roboczej w produkcji kapitalistycznej).
Fragment „Fetyszystyczny charakter towaru i jego tajemnica” dotyczy właśnie kwestii wartości wymiennej, pracy abstrakcyjnej i procesu wytwarzania wartości w kapitalizmie. Towar jest mającym cenę materialnym produktem pracy zaspokajającym potrzeby, jednak ponieważ jest jednocześnie nośnikiem wartości wymiennej:

Towar wydaje się na pierwszy rzut oka rzeczą samą przez się zrozumiałą, trywialną. Analiza wykazuje, że jest to rzecz diabelnie zawikłana, pełna metafizycznych subtelności i kruczków teologicznych.

i dalej:

Jednakowość różnych prac ludzkich otrzymuje rzeczową postać jednakowej wartości przedmiotowej produktów pracy; czas jako miernik wydatkowania ludzkiej siły roboczej przybiera postać wielkości wartości produktów pracy; wreszcie, stosunki wzajemne wytwórców, w których urzeczywistniają się owe społeczne określenia ich prac, przybierają formę społecznego stosunku między produktami pracy.

Towar stanowi zawsze cząstkę nie tylko materialnej pracy społecznej, ale i stosunków społecznych społeczeństwa kapitalistycznego – ten kontrast między jego prostą formą zaspokajającą prostą potrzebę, np. głód, a jego symbolicznym ładunkiem treści i relacji społecznych sprawia, że realizuje on również szereg potrzeb i pragnień, których oczywiście ze względu na swoją wartość użytkową nigdy by zaspokoić nie mógł np. potrzebę akceptacji, prestiżu, realizacji i wiele innych. W zasadzie towary powinny w kapitalizmie zaspokajać wszystkie możliwe potrzeby w fetyszystycznie postrzeganej formie wartości wymiennej towarów ponieważ każda niezaspokojona potrzeba to potencjalny nowy rynek, a zatem niewykorzystana możliwość zysku. Wartość wymienna jako forma istnienia towarów pokazuje, że gospodarka kapitalistyczna jest w równym stopniu procesem technologicznym, co procesem kulturowym, społecznym i politycznym: ma to swoje odzwierciedlenie w samych towarach. Fetyszyzm towarowy to przekonanie, że to towary są źródłem tych relacji i treści, a nie jedynie ich wyrazem. Ludzie dążą do nabywania określonych towarów, by posiąść nie tylko określone wartości użytkowe, ale i przede wszystkim fetyszystycznie rozumiane (opacznie rozumiane) źródło treści symbolicznych i relacji społecznych. Fetyszyzm dotyczy w kapitalizmie nie tylko towarów, ale i procesu produkcji oraz samego kapitału. Jest procesem odwrócenia relacji przyczynowych, np. uznaje się, że to kapitał tworzy pracę, a nie praca kapitał. Trzeba też w tym miejscu zaznaczyć, że nie jest to prosta relacja deterministycznego warunkowania przyczynowego, ale bardzo złożony proces historyczny (być może trafniejszym przybliżeniem było określenie go jako dynamicznie rozwijających się form sprzężeń zwrotnych), zatem to stwierdzenie jedynie oddaje główną myśl Marksa, że to praca wywarza kapitał, nie odwrotnie. Marks nie był myślicielem prostego i redukcyjnego determinizmu przyczynowego, czyli tzw. ekonomizmu. Proces fetyszystycznego postrzegania i przeżywania społecznych stosunków produkcji w kapitalizmie nie wynika z głupoty czy naiwności członkiń i członków społeczeństwa, ale jest najpotężniejszą iluzją, którą system ten generuje z konieczności i której zdemaskowanie było celem Marksa. Fragment ten często wskazuje się jako kluczowy dla sformułowania marksistowskiej teorii ideologii.
W rozdziale drugim i trzecim Marks rozwija dalej teorię wartości, omawiając genealogię pojęcia pieniądza w kapitalizmie i jednocześnie rozwijając teorię wartości opartą na pracy.

#### Dział drugi: przemiana pieniądza w kapitał
W dziale drugim omówiona zostaje przemiana pieniądza w kapitał mająca wyraz w ogólnym wzorze akumulacji kapitału: P-T-P’ (P – pieniądz, T – towary, np. środki produkcji i praca, P’ – więcej pieniędzy). Wzór ten jest z perspektywy Marksa wewnętrznie sprzeczny ponieważ jednocześnie zakłada ekwiwalentną wymianę gdzie pieniądz jest tylko środkiem płatniczym T-P-T gdy kupowane są towary niezbędne do procesu produkcji po swoich rynkowych cenach i jednocześnie nieekwiwalentną wymianę w efekcie której powstaje P’, czyli nadwyżka w postaci „wartości dodatkowej”. Marks formułuje tu fundamentalny dla swojej krytyki kapitalizmu problem: skąd się bierze P’, tzn. wartość dodatkowa? Kapitał może powstawać tylko w procesie w którym powstaje nadwyżka w postaci wartości dodatkowej. Stąd pytanie: czy nadwyżka musi brać się z nieekwiwalentnej wymiany? Czy nie mogłaby być po prostu wynikiem wysokiej produktywności pracy zapewnionej przez nowoczesne maszyny i podział pracy – w efekcie czego kapitalista, jako posiadacz maszyn i zarządca, miałby pełne prawo do nadwyżek?
Marks, w wysoce abstrakcyjnym rozumowaniu logicznym przeprowadzonym na formie wartości wymiennej, wykazuje tu sprzeczność ogólnego wzoru akumulacji kapitalistycznej. Zaczyna swój wywód od przedstawienia samego problemu: klasyczna ekonomia polityczna przedstawia proces produkcji jako proces ekwiwalentnej wymiany gdzie posiadacz środków produkcji wymienia się swoim towarem (płacą roboczą), a robotnicy swoim (siłą roboczą) jako wartościami użytkowymi. Jednak prawda jest taka, że zachodzi tu wymiana wartości wymiennych: pieniądza na możliwość dysponowania pracą robotników. Jest to ekwiwalentna wymiana na rynku (w procesie cyrkulacji), a zatem: kapitał (pamiętając, że jest wynikiem akumulacji nadwyżek) nie pochodzi z procesu cyrkulacji towarów (z konieczności). Sam kapitał przemysłowy, handlowy czy lichwiarski nie wytwarza nigdy wartości w procesie cyrkulacji, a jedynie ją przenosi lub zawłaszcza, a zatem proces cyrkulacji sam w sobie jest grą o sumie zerowej.
Rozumowanie Marksa ma następującą postać:
Przesłanka 1Cyrkulacja jest sumą wszystkich stosunków posiadaczy towarów.
Przesłanka 2Poza cyrkulacją jest tylko stosunek posiadacza do własnego towaru. Rozpatrywany przez pryzmat wartości, taki stosunek do własnego towaru to ilość własnej pracy włożonej w jego wytworzenie.
Przesłanka 3Ilość pracy włożonej w wytworzenie towaru wyraża się w cenie wyrażonej w pieniądzu.
Wniosek 1wartość dodatkowa nie może pochodzić z cyrkulacji.
Wniosek 2Niepodobna zatem, aby wytwórca towarów mógł poza sferą cyrkulacji, nie stykając się z innymi posiadaczami towarów, pomnażać wartość, a więc przekształcać pieniądz lub towar w kapitał. W konsekwencji wartość dodatkowa musi pochodzić z procesu cyrkulacji.
Wnioski 1 i 2 są sprzeczne logicznie. Wartość dodatkowa musi powstawać w procesie cyrkulacji ponieważ tylko tam w ogóle możliwe jest funkcjonowanie społecznie konstruowanej wartości wymiennej, jednocześnie nie może pochodzić z procesu cyrkulacji ponieważ jest to proces o sumie zerowej, czyli taki w którym towary są wymieniane po swojej wartości, czyli zachodzi sprawiedliwa i ekwiwalentna wymiana. Konkurencja zarówno między robotnikami, jak i kapitalistami dotyczy tylko tego, jaką część całości wartości w cyrkulacji przypadnie poszczególnym jednostkom. Ani ekwiwalentna, ani nieekwiwalentna wymiana (nieuczciwa wymiana czy kradzież) zachodząca w ramach procesu cyrkulacji nie tłumaczy powstania w systemie nadwyżek (wartości dodatkowej), a proces akumulacji kapitalistycznej z konieczności takie nadwyżki zakłada (na nich opiera się wzrost niezbędny dla akumulacji, bez której w ogóle nie można mówić o kapitalizmie).
Wniosek ostateczny jest taki, że wartość dodatkowa nie pochodzi z procesu cyrkulacji, ale z procesu produkcji, który zostaje w klasycznej ekonomii politycznej przedstawiony zdaniem Marksa w zmistyfikowany i niespójny sposób jako jednocześnie proces czysto techniczny (wymiana wartości użytkowych) oraz proces odbywający się wyłącznie w sferze cyrkulacji.
Sprzeczność ta jest funkcjonalna względem procesu akumulacji i stanowi istotę rozwoju akumulacji kapitalistycznej: siła robocza stanowi ucieleśnienie i realną podstawę tej sprzeczności, gdyż jest towarem, który wytwarza więcej wartości niż kosztuje jego reprodukcja. Łączy w sobie ekwiwalentną wymianę i źródło nadwyżek w procesie akumulacji: to w jaki sposób funkcjonuje zarówno w procesie wymiany, jak i produkcji stanowi podstawę funkcjonowania akumulacji kapitalistycznej. Poza pracą niezbędną dla reprodukcji samego pracownika (kapitalista dąży do tego by płaca robocza była maksymalnie zbliżona do minimum niezbędnego do utrzymania potencjału robotnika do danej pracy), robotnik jest zdolny również wykonywać pracę dodatkową – nieopłaconą będącą źródłem wartości dodatkowej. Fundamentalnym społecznym warunkiem zaistnienia kapitalistycznej formy produkcji jest zaistnienie w dużej ilości tego wyjątkowego towaru jakim jest siła robocza, a więc „wolnego” robotnika. Robotnik czy robotnica otrzymuje „ekwiwalentną” płacę oscylującą wokół egzystencjalnego minimum stwarzającą pozór sprawiedliwego i opartego na prawie społeczeństwa oraz nie otrzymuje udziału w nadwyżce produkowanej przez siebie i całą klasę pracującą. Tylko razem te dwie cechy, będące czystym wyrazem sprzeczności kapitalistycznego sposobu produkcji, mogą funkcjonować, bez pozoru sprawiedliwości niemożliwy jest wyzysk, bez wyzysku nie ma sensu stwarzać pozorów sprawiedliwości, bez reprodukcji życia klasy pracującej nie ma zysków i akumulacji opartych na wyzysku, bez wyzysku i akumulacji nie ma żadnych podstaw, by dbać o reprodukcję życia klasy pracującej. Jest to żywa i funkcjonalna względem procesu akumulacji sprzeczność. Oznacza to, że przemiany społeczeństwa kapitalistycznego odbywają się w obrębie tych dwóch zjawisk. Np. wybory polityczne sprawiają, że wyzysk staje się mniejszy lub większy czy warunki pracy lepsze lub gorsze, nigdy jednak nie rozwiązuje się sprzeczności, ponieważ bez niej nie jest możliwe funkcjonowanie społeczeństwa jako społeczeństwa kapitalistycznego.
Niemiecki teoretyk wyróżnia dwa podstawowe warunki występowania „wolnej” siły roboczej kluczowej dla procesu akumulacji kapitału:
1. Siła robocza jako towar na rynku może pojawić się wtedy i tylko wtedy, gdy jej właściciel jako wolny człowiek nią dysponuje (jest wolnym posiadaczem własnej zdolności do pracy, posiada określone prawa). W społeczeństwie gdzie istnieje dostatecznie duża ilość takich „wolnych ludzi” posiadacz pieniędzy może wymienić się z posiadaczem towaru/pracy, czyli siły roboczej. Pracownik musi sprzedawać określony czas swojej pracy za określone wynagrodzenie, gdyż, gdyby sprzedał ją całą ryczałtem, to stałby się niewolnikiem i nie miałby teoretycznie prawa do dysponowania własną pracą (pozbawiłby się warunków zawarcia kontraktu).
2. Musi zaistnieć sytuacja w której ludzie nie mogą bezpośrednio sprzedawać wytworów swojej pracy, gdyż nie posiadają środków produkcji – muszą sprzedawać zatem samą pracę. To, że praca przybiera dla robotnika postać towaru, a zatem, że panującą formą pracy jest praca najemna, jest wyróżnikiem kapitalizmu.

#### Dział trzeci: wytwarzanie wartości dodatkowej bezwzględnej
W dziale trzecim Marks omawia proces wytwarzania wartości dodatkowej bezwzględnej. Celem produkcji kapitalistycznej nie jest produkcja towarów czy zaspokajanie potrzeb członków społeczeństwa kapitalistycznego (wartości użytkowych), ale nieskończony proces pomnażania wartości dodatkowej. Wartość dodatkowa jest wynikiem różnicy między wartością siły roboczej i wartością wytwarzaną przez tę siłę roboczą. Kapitalista wykorzystuje zatem różnicę między wartością użytkową i wymienną siły roboczej. Wytwarzanie wartości dodatkowej bezwzględnej opiera się na wydłużaniu czasu pracy w celu maksymalizacji ilości wartości dodatkowej wytworzonej w czasie nieopłaconej pracy.
Aby zdać sprawę z tego podstawowego sposobu wytwarzania wartości dodatkowej, a więc podstawy akumulacji kapitalistycznej, Marks wprowadza rozróżnienie na kapitał stały i kapitał zmienny. Kapitał stały – materiały surowcowe, materiały pomocnicze i środki pracy (narzędzia, maszyny, fabryki etc.). Ich wartość jest przenoszona na towar i w nim zachowywana. Kapitał zmienny – siła robocza, która w procesie produkcji odtwarza swój własny ekwiwalent w formie płacy roboczej i produkuje wartość dodatkową, która ulega zmianom stąd zmienny kapitał (rosnący). Stosunek tych dwóch form kapitału (które nie były jasno rozróżniane przez Smitha i Ricardo) określa stopień wyzysku siły roboczej. Siła robocza na którą został wyłożony kapitał zmienny przenosi na produkt wartość kapitału zmiennego, wytwarza wartość niezbędną do jej opłacenia oraz wartość dodatkową. Mierzenie ilościowe czasu pracy pozwala ująć matematycznie zjawisko wyzysku, który stanowi stosunek pracy nieopłaconej do opłaconej, czyli dodatkowego czasu pracy do czasu niezbędnego, by opłacić i utrzymać zdolność robotników do pracy. Stosunek ten zostaje określony jako stopa wyzysku.

#### Dział czwarty: wytwarzanie wartości dodatkowej względnej
W dziale czwartym Marks omawia wytwarzanie wartości dodatkowej względnej, czyli form intensyfikacji procesu wytwarzania wartości dodatkowej bezwzględnej. Zwiększanie wartości dodatkowej bezwzględnej odbywa się poprzez wydłużanie czasu pracy, natomiast wartości dodatkowej względnej – przez zwiększanie czasu pracy dodatkowej względem pracy niezbędnej poprzez ulepszenie środków lub metody pracy. Można to zrobić poprzez: a) obniżenie kosztów życia (reprodukcji) siły roboczej, sam rozwój gałęzi przemysłu odpowiedzialnego za środki utrzymania, powodując obniżenie kosztów reprodukcji pracowników np. wysokość czynszów czy obniżanie cen żywności, b) zwiększenie wydajności pracy tak, że zwiększa się ilość towarów wytworzonych w tym samym czasie pracy, co powoduje, że można produkować taniej niż społecznie niezbędny czas pracy to przewiduje (osiągając ponadprzeciętny zysk), c) spotęgowanie pracy, czyli zintensyfikowanie jej przez naukowo opracowane procesy techniczne i społeczne. Zwiększanie wartości dodatkowej względnej jest procesem rozwoju sił wytwórczych, który wyróżnia kapitalizm, nie jest to jednak neutralny proces gospodarczy czy technologiczny, ma on klasowy wymiar społeczny, kulturowy, polityczny i gospodarczy.
Dział ten zawiera trzy rozdziały omawiające szczegółowo społeczne podstawy rozwoju sił wytwórczych w kapitalizmie: kooperację społeczną, podział pracy i rozwój manufaktury w kapitalizmie oraz rozwój wielkiego przemysłu korzystającego z maszyn. Ponieważ rozwój sił wytwórczych w kapitalizmie jest podporządkowany imperatywowi maksymalizacji zysków usprawnienia produkcji, paradoksalnie prowadzi on do przedłużenia dnia roboczego do jego fizycznego maksimum (wartość dodatkowa bezwzględna) oraz jego zwielokrotnienia w procesie intensyfikacji pracy, np. przemysł maszynowy osadzony w nowoczesnej infrastrukturze z dostępem do taniej siły roboczej w jeden dzień wytwarza tyle, co „tradycyjni wytwórcy” społeczeństw niekapitalistycznych w miesiąc czy rok. Rozwój kapitalistycznego sposobu produkcji jednocześnie oznacza stopniową anihilację tradycyjnych społeczeństw i charakterystycznych dla nich sposobów produkcji i organizacji społecznej. W zdecydowanej większości to uciekająca z rozpadającej się niekapitalistycznej struktury społecznej ludność wiejska zasila szeregi proletariatu, dlatego też w kapitalizmie dążeniom do emancypacji towarzyszy równie silna tendencja do „powrotu” do romantyzowanych i postrzeganych już z nowoczesnej perspektywy „starych dobrych czasów” sprzed rozwoju kapitalizmu. Stopniowe rozprzestrzenianie się kapitalizmu na całym świecie prowadzi do nasilenia kolonializmu oraz wytworzenia obok globalnego rynku oraz światowego podziału pracy, a także podziału na kraje wysoko uprzemysłowione i kraje podporządkowane wytwarzające surowe materiały.

#### Dział piąty: wytwarzanie wartości dodatkowej bezwzględnej i względnej
W dziale piątym powyższe procesy są omówione jako występujące łącznie w procesie akumulacji kapitalistycznej, który nie tylko stanowi proces wyzysku pracownic i pracowników w miejscu pracy, ale i całkowite podporządkowanie społecznych przesłanek tego procesu (całości życia społecznego, w tym procesów wymykających się analizie procesu wytwarzania wartości takich jak praca reprodukcyjna, np. praca opiekuńcza). Marks przedstawia tu „prawa” rządzące wartością siły roboczej oraz wytwarzaniem wartości dodatkowej, a także przedstawia sformułowania pojęcia „stopy wartości dodatkowej”. Końcowy wniosek z tej analizy brzmi:

Tajemnica samopomnażania kapitału polega na tym, że rozporządza on określoną ilością nieopłaconej cudzej pracy.

#### Dział szósty: płaca robocza
W dziale szóstym Marks omawia procesy odpowiadające za kształtowanie się płacy roboczej, czyli przekształcenia wartości siły roboczej (jej ceny) w płacę roboczą. Przedstawia analizę form wyzysku na materiałach dostępnych w jego czasach, dotyczących gospodarki i społeczeństwa angielskiego (wgląd ten Marks zawdzięczał w dużym stopniu Engelsowi).

#### Dział siódmy: proces akumulacji kapitału
W dziale siódmym i ostatnim przedstawiony zostaje w całościowym charakterze proces akumulacji kapitału jako proces produkcji i reprodukcji społeczeństwa kapitalistycznego. Produkcja i konsumpcja są podporządkowane procesowi akumulacji, a zatem nie zachodzi tu „reprodukcja prosta” (mająca na celu zaspokojenie potrzeb konsumpcyjnych społeczeństwa) tylko „reprodukcja rozszerzona”, czyli taka, która w każdym kolejnym cyklu ulega rozszerzeniu, zwiększając ilość wytwarzanej wartości dodatkowej bezwzględnej i względnej. Marks, mając na celu rozbrojenie obecnej w klasycznej ekonomii politycznej niejasności, skrywającej sprzeczność kapitalistycznego sposobu produkcji (funkcjonalną sprzeczność o której była mowa w dziale drugim), dzieli skład kapitału na: organiczny – dotyczący stosunku wartości i techniczny – dotyczący stosunku środków produkcji do pracy. W kapitalizmie techniczne i społeczne warunki pracy są podporządkowane procesowi wywarzania wartości. Marks poświęca wiele uwagi rozróżnieniu tych aspektów i przedstawieniu, w jaki sposób są one ze sobą złączone poprzez ukazanie historycznej specyfiki kapitalistycznego sposobu produkcji.
Sformułowane tu ogólne prawo akumulacji kapitalistycznej głosi, że niemożliwe jest takie zmniejszenie stopy wyzysku pracy bądź taki wzrost ceny pracy, który mógłby zagrozić reprodukcji stosunków kapitalistycznych (byłoby to rozwiązanie ogólnej sprzeczności kapitalistycznego sposobu produkcji). Kapitalizm nie opiera się zatem na swobodzie zawierania kontraktów na wolnym rynku, nieprawdą jest, że pracownice i pracownicy mają swobodę wyboru między różnymi kapitalistami, a kapitaliści ze względu na konkurencję mają swobodę działania w obrębie produkcji kapitalistycznej. Wręcz przeciwnie, proces urynkowienia i podporządkowania życia społecznego akumulacji kapitału opiera się na przymusie uczestniczenia w nim i braku realnej alternatywy. Zgodnie z tym prawem, tylko gdy dostatecznie duża część ludności znajduje się stale w sytuacji „wolnego” pracownika najemnego, system ten może funkcjonować. Jednocześnie posługując się pojęciami składu kapitału, Marks omawia tu wątki rozwinięte w drugim i trzecim tomie „Kapitału”, dotyczące dynamiki rozwoju systemu kapitalistycznego (z których najsłynniejszym wątkiem jest „spadkowa tendencja stopy zysku” omówiona w trzecim tomie). Ten niezbędny warunek produkcji kapitalistycznej zostaje określony jako konieczność istnienia „rezerwowej armii pracy”, czyli utrzymywania się form przeludnienia i bezrobocia:

Im większe jest bogactwo społeczne, im większy jest funkcjonujący kapitał, zakres i rozmach jego wzrostu, im większa więc jest absolutna liczba proletariatu i siła produkcyjna jego pracy – tym większa jest rezerwowa armia przemysłowa.

Korelacja wzrostu gospodarczego i wzrostu pauperyzacji klasy robotniczej jest określona przez Marksa: absolutnym, ogólnym prawem akumulacji kapitalistycznej. Jest to jedna z najbardziej kontrowersyjnych tez „Kapitału”, kwestionowanych i dyskutowanych po dziś dzień.
Opierając się na tym wniosku, Marks krytykuje zawartą w klasycznej ekonomii politycznej teorię „akumulacji pierwotnej”, zgodnie z którą kapitalizm powstał w wyniku nagromadzenia kapitału przez „pionierów kapitalizmu”, tj. oszczędnych i pomysłowych burżua zwalczających feudalizm. Zdaniem Marksa proces ten nie był wynikiem rozwoju „zaczątków kapitalizmu”, istniejących potencjalnie od niepamiętnych czasów, „czekających” na warunki w których mogłyby się rozwinąć. Takie wyjaśnienie jest teleologiczne, czyli takie, w którym przyszłość określa celowo przeszłość, zakładając ukrytą ideologiczną quasi-mitologiczną, quasi-religijną przesłankę, że obecne społeczeństwo jest wynikiem jakieś planu, który przekracza całą historię ludzkości (ponieważ „z góry” narzucał jej ostateczny cel: rozwój społeczeństwa kapitalistycznego jako celu całej historii ludzkości). Wyjaśnienia tego typu są de facto oparte na schemacie błędnego koła: zakładają to, co ma zostać udowodnione. By uniknąć tego typu wyjaśnienia, Marks stwierdza (odwołując się do przykładu rozwoju Anglii), że kapitalizm rozwinął się w warunkach społeczeństwa niekapitalistycznego, a jego początkowa faza była fazą demontażu tego społeczeństwa.
Rozwój kapitalizmu był przemianą społeczeństwa feudalnego i wiązał się z:
a) grabieżą ziemi i uniemożliwieniem dotychczasowych form organizacji pracy na wsi (np. zamiana pól uprawnych na pastwiska potrzebne, by produkować w przędzalniach wełnę, jednocześnie uniemożliwiająca chłopom utrzymanie i produkcję pożywienia przymuszająca ich do pracy najemnej);
b) grabieżą dóbr kościelnych oraz
c) dóbr państwowych i gminnych,
d) powstaniem własności prywatnej.
Historyczny proces rozkładu struktury społeczeństwa feudalnego, ustanawiający strukturę społeczeństwa kapitalistycznego, nie miał żadnego z góry określonego celu, do którego z konieczności dążył. Historia nie ma innych celów niż te, które wyznaczają sami ludzie; nie ma nadnaturalnych, a zatem metafizycznych celów, którymi mogłyby posłużyć się nauki historyczne jako fundamentem dla struktury wyjaśnień teleologicznych. Kapitalizm pojawił się jako realizacja pewnej historycznie określonej możliwości w obrębie społeczeństwa feudalnego. Marks określa taki niekonieczny (nieteleologiczny) rozwój historyczny jako „historyczną tendencję” od wywłaszczenia własności prywatnej opartej na własnej pracy do akumulacji kapitału zakładającego zwiększenie podziału pracy i rozwój środków produkcji.
Jednocześnie pojawia się tutaj implicite – jak w całym „Kapitale” – heglowska logika jako pewna metoda rozumowania, pozwalająca pomyśleć różnicę i radykalną nowość bez popadania w teleologię. Problem funkcjonowania logiki heglowskiej w późnej myśli Marksa, słynne „stawianie jej z głowy na nogi”, jest złożonym zagadnieniem omawianym przez teoretyczki i teoretyków po dziś dzień. Przykładem takiego rozumowania może być obecny w tym dziale schemat rozwoju dziejów.
Rozwój ten dokonuje się od powszechnej indywidualności do indywidualności wyrażonej w powszechności:
1. Od feudalizmu społeczeństw pre-kapitalistycznych, w których obowiązywały powszechne warunki separacji jednostek (np. chłopi żyjący w zasadniczo identycznych warunkach, lecz niezależnie każdy w swoim gospodarstwie domowym i małej wspólnocie);
2. poprzez kapitalizm, tj. powszechność dążącą do negacji indywidualności, gdzie uspołecznienie wszystkich warunków życia przyczynia się do ich olbrzymiej, choć wysoce zestandaryzowanej różnorodności (negacja stanu pierwszego)
3. do indywidualności wyrażonej w powszechności, czyli stanu w którym wolność jednostek jest maksymalna (zgodnie z możliwościami społeczeństwa), nie jest jednak wolnością jednostkową, tylko powszechną, a więc sprawiedliwą, bo dostępną wszystkim i jednocześnie uspołecznioną, dającą realne środki realizacji tej wolności w bogatym życiu społecznym (negacja negacji).

Pytanie, czy tego typu proces musi być rozumiany jako proces teleologiczny, czy może być postulatem lub ideą komunistyczną, stanowi kwestię otwartą. Lektura „Kapitału” nie przynosi tu rozstrzygających odpowiedzi, gdyż Marks ogranicza swoje przewidywania dotyczące przyszłości do marginalnych uwag bez wagi teoretycznej, dotyczących „społeczeństwa przyszłości”, oraz diagnoz dotyczących historycznych tendencji (hipotez naukowych podlegających krytyce i rewizji).

### Tom drugi: proces cyrkulacji kapitału

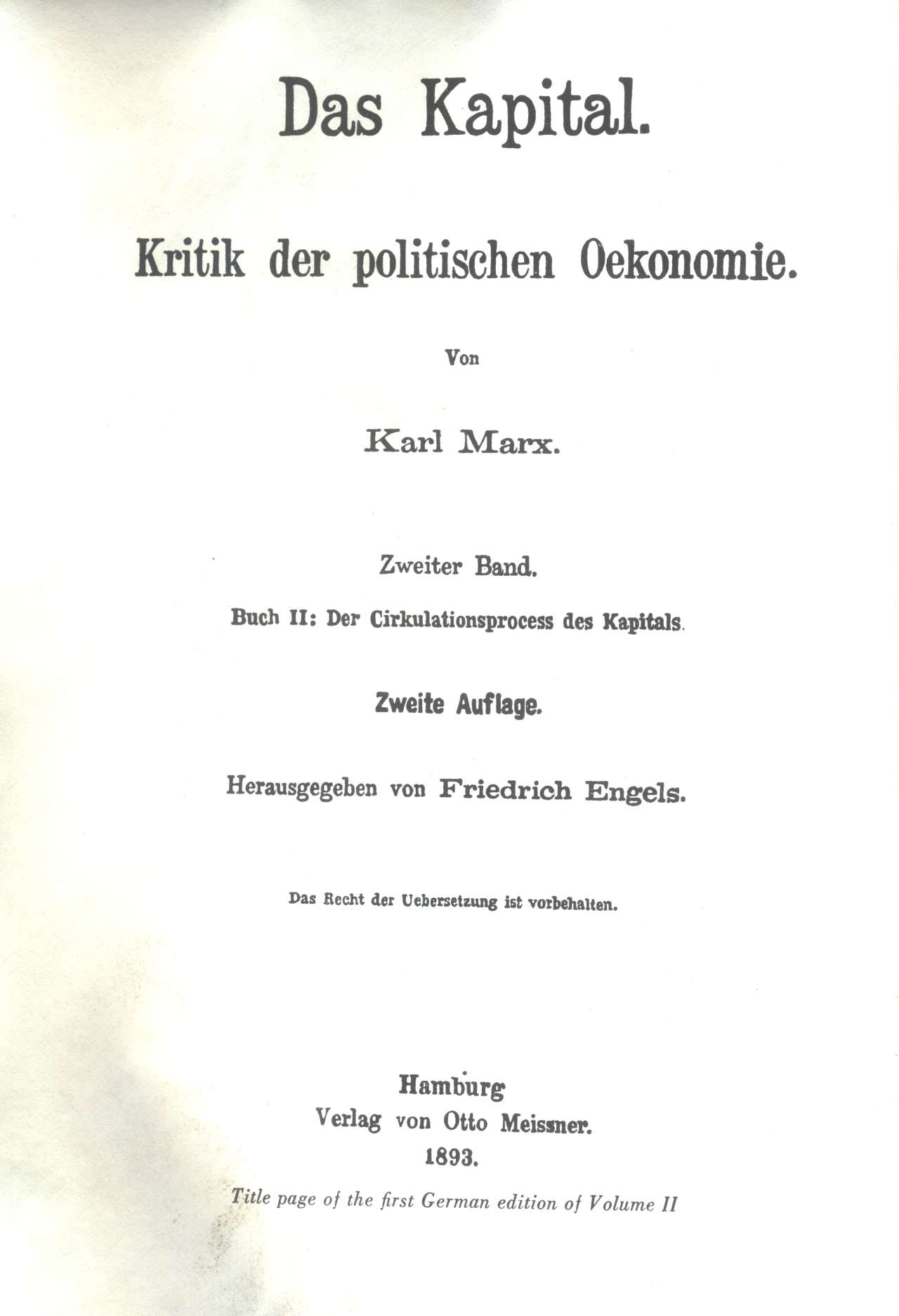
Das Kapital, tom II

Tom drugi został przygotowany przez Engelsa na podstawie notatek Marksa. Został opublikowany w 1885 roku. Księga składa się z dwudziestu jeden rozdziałów podzielonych na trzy działy: 1) metamorfozy kapitału i ich ruch okrężny, 2) obrót kapitału oraz 3) reprodukcja i cyrkulacja globalnego kapitału społecznego. Jak pisze Marks:

Kapitał jest ruchem, procesem ruchu okrężnego, który przebiega przez różne stadia i sam z kolei obejmuje trzy różne formy procesu ruchu okrężnego. Może więc być pojęty jedynie jako ruch, nie zaś jako rzecz znajdująca się w stanie spoczynku.

Księga druga podejmuje problematykę tego, jak proces realizacji wartości dodatkowej (np. w uproszeniu procesy sprzedaży czy konsumpcji towarów) konstytuuje funkcjonowanie rynku w kapitalizmie. Tak jak pierwszy tom dotyczył głównie relacji między robotnikiem i kapitalistą przemysłowym, tak tom drugi dotyczy przede wszystkim relacji między posiadaczami kapitału pieniężnego (finansowego), kupcami (kapitałem handlowym) oraz inwestorami. Marks, zamiast wyjść od gry popytu i podaży na rynku, opisuje fazy cyrkulacji kapitału społecznego, czyli uspołecznionej produkcji kapitalistycznej (takiej, w której różne przedsiębiorstwa kapitalistyczne działają we wzajemnie powiązanym systemie produkcji: konkurencji i kooperacji).

#### Dział pierwszy: metamorfozy kapitału i ich ruch okrężny
W dziale pierwszym opisuje ruch okrężny kapitału, czyli tzw. „metamorfozy kapitału”: nabycie środków produkcji na rynku, produkcję (powstanie wartości dodatkowej) i sprzedaż wyprodukowanych towarów na rynku (realizacja wartości). Produkcja kapitalistyczna, zdaniem Marksa, nie jest regulowana przez popyt i podaż na towary, tylko przez sam proces akumulacji, skalę produkcji i konieczność jej rozszerzania (popyt i podaż są wyrazami tego procesu). Proces produkcji kapitalistycznej jest określony przez maksymalizację wartości dodatkowej i możliwość przemiany tej wartości w kapitał.

#### Dział drugi: obrót kapitału
W dziale drugim opisuje obrót kapitału, czyli cykliczny proces periodyczny, określany przez czas obiegu oraz czas produkcji. By wyjaśnić ten proces, analizuje rozróżnienie na kapitał stały i kapitał obrotowy. Marks omawia i krytykuje poglądy Quesnaya, Smitha i Ricardo, którzy także posługiwali się tym rozróżnieniem, jednak nie w celu wyjaśnienia procesu wytwarzania wartości. Zdaniem Marksa Smith uznawał, że to, czy kapitał jest stały, czy zmienny, zależy od jego udziału w procesie cyrkulacji. Ricardo natomiast – zdaniem Marksa – w sprzeczności z założeniami jego własnej teorii wartości, uznaje, że kapitał stały to środki pracy, natomiast obrotowy to fundusze wyłożone na płace robocze, mistyfikując fakt, że kapitał zmienny ulega w procesie produkcji zwiększeniu (choć teoria Marksa bazuje na tej teorii najmocniej). Proces obrotu kapitału Marks wiąże z wyzyskiem, a ten ze składem kapitału produkcyjnego, przeciwstawiając się zatem klasycznej ekonomii politycznej, w której rozróżnienie to było mało istotnym określeniem sposobu cyrkulacji kapitału. Z tej perspektywy zagadnienie obrotu kapitału dotyczy problemów: okresu roboczego, czasu produkcji oraz czasu obiegu.

#### Dział trzeci: reprodukcja i cyrkulacja globalnego kapitału społecznego
W dziale trzecim Marks omawia proces reprodukcji i cyrkulacji globalnego kapitału społecznego. Kapitał społeczny, czyli połączony ruch wszystkich kapitałów indywidualnych, obejmuje zarówno cyrkulację kapitału, jak i cyrkulację towarów. Omawia tu poglądy klasyków ekonomii politycznej: fizjokratów, Ricarda i przede wszystkim Smitha. Według Marksa w poglądach Smitha, naukowych i precyzyjnie wyrażonych, zostaje przedstawiony w najczystszy sposób fundamentalny problem ekonomii politycznej, pytanie, co stanowi podstawę rozwoju społeczeństwa kapitalistycznego. Odpowiedzią na ten problem dla Marksa była jego teoria wartości dodatkowej: to jej wytwarzanie w procesie kapitalistycznej produkcji, opartej na wyzysku robotników, stanowi realną podstawę rozwoju społeczeństw kapitalistycznych; należy zatem zrozumieć jej ruch i obrót.
Dla Smitha w społeczeństwie kapitalistycznym istnieją trzy fundamentalne źródła dochodu i formy wartości wymiennej: zysk, płaca i renta. Wszystkie trzy wchodzą w skład ceny towarów wytworzonych w produkcji kapitalistycznej: Smith, przekształcając dochody z różnych części składowych wartości towaru w źródła wartości, otwiera drogę do wulgarnej ekonomii, gdzie to kapitalista de facto wytwarza wartość dodatkową, ukrywając jednocześnie fakt, że zostaje ona wytworzona przez robotnika w nieopłaconym czasie pracy. Klasy ludzi osiągających dochód w postaci zysku czy renty są utożsamiane z wytwórcami wzrostu, natomiast robotnicy – z ludźmi dysponującymi swoim dochodem w postaci płacy roboczej, czyli funkcjonującymi jedynie jako pracownicy i konsumenci.
Marks omawia także w tym dziale proces reprodukcji kapitału społecznego w formie: reprodukcji prostej i reprodukcji rozszerzonej. Aby omówić ten proces, Marks posługuje się rozróżnieniem na działy produkcji: dział pierwszy produkcji środków produkcji oraz drugi produkcji środków konsumpcji. Marks, rozważając dynamikę cyklów produkcji w prostej formie, czyli takiej, która ma na celu jedynie reprodukcję stanu obecnego (czyli ma de facto na celu jedynie zaspokojenie konsumpcji danego społeczeństwa), dochodzi do wniosku, że produkcja kapitalistyczna z natury jest zawsze rozszerzona; produkcja prosta jest de facto zahamowaną produkcją rozszerzoną, a więc specjalnym przypadkiem (głębokiej stagnacji, a nie normy).

### Tom trzeci: proces produkcji kapitalistycznej jako całość

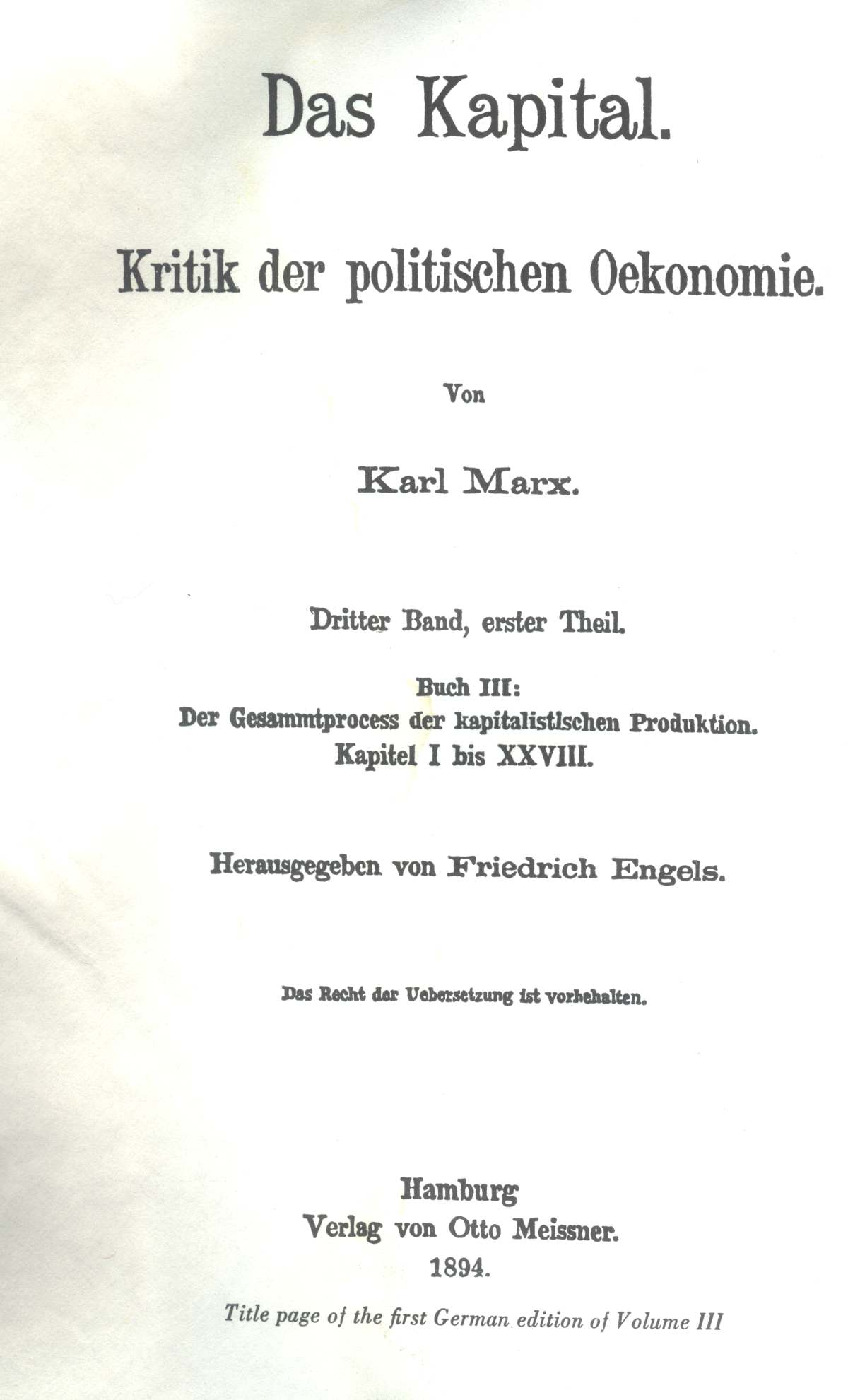
Das Kapital, tom III (wyd. I, 1894)

Tom trzeci został przygotowany przez Engelsa na podstawie notatek Marksa i wydany w 1894 roku. Księga składa się z czterdziestu ośmiu rozdziałów, podzielonych na siedem działów:
1. Przemiana wartości dodatkowej w zysk i stopy wartości dodatkowej w stopę zysku,
2. Przemiana zysku w zysk przeciętny,
3. Prawo zniżkowej tendencji stopy zysku,
4. Przemiana kapitału towarowego i kapitału pieniężnego w kapitał towarowo-handlowy i pieniężno-handlowy (kapitał kupiecki),
5. Podział zysku na procent i zysk przedsiębiorcy. Kapitał przynoszący procent (ciąg dalszy),
6. Przemiana zysku dodatkowego w rentę gruntową
7. Dochody i ich źródła.

Ostatni dział ostatniego tomu kapitału miał niejako wykazać błędność podstawowego założenia klasycznej ekonomii politycznej, zawarte już w przedmowach do dzieł Smitha Badań nad naturą i przyczynami bogactwa narodów oraz Ricarda Zasad ekonomii politycznej i opodatkowania, dotyczącą trzech źródeł bogactwa społecznego: zysku, renty i płacy. Jest to najdłuższy i najbardziej szkicowy w charakterze tom „Kapitału”.

#### Dział pierwszy: przemiana wartości dodatkowej w zysk i stopy wartości dodatkowej w stopę zysku
Jak w pierwszym i drugim tomie kapitału Marks wykazywał mistyfikację źródła wartości, tak tu Marks chce wykazać mistyfikację, zachodzącą w procesie produkcji i cyrkulacji, ukrywającą różnicę między ceną towaru a jego rzeczywistą wartością (fetyszyzację już nie towarów, ale i samych procesów społecznych):

Kapitalistyczny koszt towaru mierzy się wydatkowaniem kapitału, rzeczywisty koszt towaru – wydatkowaniem pracy. Dlatego też kapitalistyczna cena kosztu towaru różni się ilościowo od jego wartości, czyli od jego rzeczywistej ceny kosztu; jest ona mniejsza niż wartość towaru […] Badania wykażą jednak, że cena kosztu nabiera w gospodarce kapitalistycznej fałszywego pozoru kategorii samej produkcji wartości.

W konsekwencji omawiając relację między stopą zysku a stopą wartości dodatkowej Marks dochodzi do wniosku, że:

Choć więc stopa zysku różni się liczbowo od stopy wartości dodatkowej, podczas gdy wartość dodatkowa i zysk są w istocie tym samym i równają się sobie także liczbowo, to jednak zysk jest przekształconą formą wartości dodatkowej, formą, w której zamaskowano i zatarto jego pochodzenia oraz tajemnicę jego istnienia.

#### Dział drugi: przemiana zysku w zysk przeciętny
W dziale drugim zajmuje się relacją wytwarzania wartości dodatkowej w kapitale społecznym i kształtowania się zysku przeciętnego wśród kapitalistów różnych sektorów gospodarki. Marks omawia tu znaczenie konkurencji, kosztów produkcji i cen rynkowych towarów, znaczenia popytu i podaży dla procesu wytwarzania wartości dodatkowej. Społeczny i klasowy charakter produkcji i rynku w kapitalizmie wynika z tego, że wartość dodatkowa jest de facto redystrybuowana na rynku, choć wytwarzana przez pracę dodatkową w zakładach kapitalistycznych. Dla kapitalistów wartość użytkowa towarów sama w sobie, zarówno w wymiarze jednostkowym, jak i ogólnym, nie jest żadnym przedmiotem zainteresowania, jedynym celem produkcji jest zawłaszczanie wartości dodatkowej, przez co jest obojętne, co produkuje i w której gałęzi produkcji umieszcza swoje kapitały. W tym znaczeniu „prawdziwym” kapitalistą nie jest wcale właściciel fabryki produkującej od pokoleń ubrania, tylko kapitalista abstrakcyjny, posiadający udziały w bardzo wielu zupełnie mu obojętnych personalnie przedsiębiorstwach: inwestor, spekulant czy bankier. Ponieważ kapitalista podąża za najwyższą stopą wartości dodatkowej jego kapitały migrują do sektorów i regionów świata, gdzie jest ona najwyższa. Przez taką migrację dokonuje się wyrównanie przeciętnego zysku, gdyż, gdy zbyt wiele kapitału napływa do danego sektora, jego wysokie zyski z czasem podlegają uśrednieniu. Przeciętny zysk pokrywa się z przeciętną wartością dodatkową (a ta zależy od stopy wyzysku). Procesy te odpowiadają za jedność klasową kapitalistów, którzy, choć indywidualnie muszą ze sobą konkurować, to jednak w procesie wymiany i produkcji występują jako klasa niczym „prawdziwy związek masonów”. Choć dla kapitalistów obojętne jest co produkują, nie są im obojętne społeczne warunki produkcji kapitalistycznej:

Wraz z postępem produkcji kapitalistycznej rozwijają się również warunki tej produkcji i podporządkowuje ona całokształt przesłanek społecznych, w obrębie których odbywa się proces produkcji, swemu specyficznemu charakterowi i swym immanentnym prawom.

#### Dział trzeci: prawo zniżkowej tendencji stopy zysku
W dziale trzecim, zwykle najczęściej omawianym dziale trzeciego tomu, przedstawiona jest historyczna tendencja dążenia do stagnacji kapitalistycznego sposobu produkcji, czyli: prawo zniżkowej tendencji stopy zysku. Jego sformułowanie w „Kapitale” brzmi:

Prawo obniżającej się stopy zysku, w której wyraża się taka sama lub nawet wzrastająca stopa wartości dodatkowej, oznacza, innymi słowy: jeżeli weźmiemy jakąś określoną ilość społecznie przeciętnego kapitału, dajmy na to kapitał równający się 100, to coraz większa jego część składa się ze środków produkcji, coraz mniejsza z pracy żywej. Skoro więc globalna ilość pracy żywej dodawanej do środków produkcji zmniejsza się w stosunku do wartości tych środków produkcji, to zimniejsza się również – w stosunku do wartości całego wyłożonego kapitału – nieopłacona praca oraz ta część wartości, w której się ona wyraża. Albo też: coraz mniejsza część całego wyłożonego kapitału zamienia się w pracę żywą i dlatego cały ten kapitał wchłania, w stosunku do swej wielkości, coraz mniej pracy dodatkowej, mimo że nieopłacona część zastosowanej pracy może jednocześnie wzrastać w porównaniu do części opłaconej. Stosunkowe zmniejszanie się kapitału zmiennego i zwiększanie stałego, stanowi jedynie – jak rzekliśmy – inny wyraz wzmożonej produkcyjności pracy.

jednak:

Prawo postępującego obniżania się stopy zysku, czyli względnego zmniejszania się zawłaszczonej pracy dodatkowej w porównaniu z ilością pracy uprzedmiotowionej, uruchomionej przez pracę żywą, bynajmniej nie wyklucza absolutnego wzrostu ilości pracy uruchomionej i wyzyskiwanej przez kapitał społeczny, a zatem i absolutnego wzrostu ilości pracy dodatkowej, którą sobie ten kapitał zawłaszcza.

Rzeczywiście prawo zniżkowej tendencji stopy zysku nie oznacza, że kapitalizm musi załamać się, prowadząc do krachu, tylko że w długiej perspektywie historycznej kapitalizm dąży do ciągłego wzrostu, odznaczającego się coraz silniejszą tendencją do stagnacji. Ogólna i absolutna ilość zysku stale rośnie, jednak stopa zysku jest coraz mniejsza, dążąc do stagnacji. Marks wymienia także przyczyny przeciwdziałające, czyli kontrtendencje: obniżanie płacy roboczej, tanienie środków produkcji (tańsza ich produkcja i dewaluacja już istniejących), względne przeludnienie i handel zagraniczny oraz wzrost kapitału akcyjnego. Jednocześnie te same procesy, które w krótkiej perspektywie powodują zahamowanie zniżkowej tendencji stopy zysku, w dłuższej perspektywie powodują pogłębienie tej tendencji. Marks nazywa tego typu procesy sprzecznościami, obecnymi wewnątrz kapitalistycznego procesu produkcji, ponieważ procesy te jednocześnie prowadzą do rozwoju kapitalizmu i przeniesienia jego ograniczeń na wyższy poziom. Gdy procesy te nie mogą ustabilizować gospodarki kapitalistycznej następuje kryzys:

Kryzysy stanowią zawsze jedynie przemijające gwałtowne rozwiązania istniejących sprzeczności, gwałtowne wybuchy, które na chwilę przywracają zachwianą równowagę. Sprzeczność, wyrażona najogólniej, polega na tym, że kapitalistyczny sposób produkcji zawiera tendencję do absolutnego rozwoju sił wytwórczych, bez względu na wartość i zawartą w niej wartość dodatkową, a także bez względu na stosunki społeczne, w których odbywa się produkcja kapitalistyczna; z drugiej zaś strony celem kapitalistycznego sposobu produkcji jest zachowanie istniejącej wartości kapitałowej oraz pomnażanie jej w jak najwyższym stopniu (tj. coraz szybszy wzrost tej wartości). Specyficzny charakter tego sposobu produkcji polega na wyzyskiwaniu istniejącej wartości kapitałowej jako środka jak największego pomnażania tej wartości. Metody, za pomocą których ów sposób produkcji to osiąga, sprowadzają się do obniżania stopy zysku, deprecjacji istniejącego kapitału i rozwoju produkcyjnych sił pracy kosztem wyprodukowanych już sił wytwórczych. Periodyczna deprecjacja istniejącego kapitału, która jest jednym ze środków – właściwych kapitalistycznemu sposobowi produkcji – powstrzymywania spadku stopy zysku i przyśpieszania akumulacji wartości kapitałowej przez tworzenie nowego kapitału, zakłóca istniejące stosunki, w których odbywa się proces cyrkulacji i reprodukcji kapitału, i dlatego towarzyszą jej nagłe przerwy oraz kryzysy w procesie produkcji.

W konsekwencji ponieważ sprzeczności te są immanentne dla kapitalistycznego sposobu produkcji:

Prawdziwą granicą produkcji kapitalistycznej jest sam kapitał, jest fakt, że kapitał i samopomnażanie jego wartości stanowią punkt wyjścia i punkt końcowy, motyw i cel produkcji, że produkcja jest jedynie produkcją dla dobra kapitału, a nie, odwrotnie, że środki produkcji są jedynie środkami ciągłego rozszerzania procesu życiowego dla dobra społeczeństwa producentów. Toteż granice, w których może się jedynie odbywać zachowanie i pomnażanie wartości kapitałowej, opierające się na wywłaszczeniu i zubożaniu szerokich mas producentów – granice te popadają wciąż w sprzeczność z metodami produkcji, które kapitał musi zastosować gwoli osiągnięcia swego celu, a które zmierzają do nieograniczonego powiększania produkcji, produkcji jako celu samego w sobie, do bezwarunkowego rozwoju społecznych sił produkcyjnych pracy.

Sam kapitalizm jest zatem skazany na chroniczne, cykliczne i niemożliwe do uniknięcia kryzysy, spowodowane tym, że kapitalizm nie jest systemem, którego funkcjonowanie jest dyktowane społecznymi potrzebami, ale koniecznością osiągania zysku i jego maksymalizacją.

#### Dział czwarty: przemiana kapitału towarowego i kapitału pieniężnego w kapitał towarowo-handlowy i pieniężno-handlowy (kapitał kupiecki)
W dziale czwartym Marks omawia funkcję i znaczenie kapitału kupieckiego (handlowego) w procesie produkcji kapitalistycznej. Dla Marksa kapitał kupiecki nie wytwarza wartości, jest jednak, podobnie jak kapitał finansowy, zupełnie niezbędny w tymże procesie. Pośrednio pełni bardzo ważne funkcje, przez które rośnie stopa zysku i możliwe jest rozszerzanie produkcji, przyczynia się mianowicie do skrócenia czasu cyrkulacji, rozszerzenia rynków, rozszerzenia produkcji, skraca czas obiegu kapitału i zmniejsza część kapitału, która musi zostawać cały czas w cyrkulacji. Kapitał kupiecki jest zainteresowany osiąganiem zysku handlowego,, czyli pochodzącego z nieekwiwalentnej wymiany „kupowania tanio i sprzedawania drogo”. Ponieważ pole jego aktywności daleko przekracza możliwości i zasięg działania kapitału przemysłowego, ten drugi zwykle ulega podporządkowaniu temu pierwszemu. Merkantyliści, zdaniem Marksa, ponieważ żyli w epoce rozwoju tej formy kapitału, często błędnie rozciągali jego właściwości na cały kapitał uznając, że forma zysku handlowego jest powszechną formą zysku, a organizacja społeczna sprzyjająca kapitałowi handlowemu jest tożsama z organizacją samego społeczeństwa kapitalistycznego.

#### Dział piąty: podział zysku na procent i zysk przedsiębiorcy. Kapitał przynoszący procent. (ciąg dalszy)
W dziale piątym omówiona zostaje funkcja kapitału finansowego: rola pieniądza, kredytu i procentu w procesie produkcji kapitalistycznej. Kapitał przynoszący procent (kapitał finansowy) jest najbardziej abstrakcyjną i uzewnętrznioną formą kapitału, jednocześnie najbardziej sfetyszyzowaną. Fetyszyzm jako zjawisko immanentne dla społeczeństwa kapitalistycznego nie dotyczy tylko towarów, ale przede wszystkim samego kapitału: kapitał finansowy wydaje się tworzyć coś z niczego, funkcjonować jako ruch samopomnażającej się wartości.
Marks przedstawia tu zjawisko uspołecznienia kapitału w kapitalizmie za pomocą abstrakcyjnej własności, która w czasach Marksa za pośrednictwem instytucji „towarzystw akcyjnych” powoduje ogromne rozszerzenie zasięgu i skali produkcji kapitalistycznej oraz zanikanie czysto indywidualnego posiadania kapitału. Za pośrednictwem akcji i wspólnego posiadania połączonych przedsiębiorstw kapitalistycznych dochodzi do uspołecznienia własności wśród samych kapitalistów. Poszczególni kapitaliści są tylko posiadaczami abstrakcyjnych udziałów w uspołecznionej produkcji:

Przemiana rzeczywiście funkcjonującego kapitalisty po prostu w dyrygenta, administratora cudzego kapitału, właścicieli kapitału zaś – po prostu we właścicieli, po prostu w kapitalistów pieniężnych. Jeżeli nawet otrzymywane przez nich dywidendy obejmują procent i zysk przedsiębiorcy, tzn. łączny zysk (gdyż uposażenie zarządcy jest lub powinno być po prostu płacą roboczą za określony rodzaj wykwalifikowanej pracy, której cenę reguluje rynek pracy, tak jak cenę każdej innej pracy), to ten łączny zysk otrzymuje się tylko w formie procentu, tzn. po prostu jako wynagrodzenie za własność kapitału, a własność ta zupełnie tak samo oddziela się teraz od funkcji w rzeczywistym procesie reprodukcji, jak owa funkcja oddziela się w osobie zarządcy od własności kapitałowej. W ten sposób zysk (już nie tylko jedna jego część, mianowicie procent, który znajduje uzasadnienie w zysku osoby zaciągającej pożyczkę) występuje po prostu jako zawłaszczenie sobie cudzej pracy dodatkowej, które jest następstwem przemiany środków produkcji w kapitał, tzn. ich oddzielenia od rzeczywistych wytwórców, przeciwieństwa tych środków produkcji jako cudzej własności wobec wszystkich jednostek rzeczywiście czynnych w produkcji, poczynając od zarządcy, a kończąc na ostatnim wyrobniku. W towarzystwach akcyjnych funkcja ta jest oddzielona od własności kapitałowej, a więc i praca jest zupełnie oddzielona od posiadania środków produkcji oraz od posiadania pracy dodatkowej. Ten rezultat najwyższego rozwoju produkcji kapitalistycznej stanowi niezbędną przejściową fazę na drodze do powrotnej przemiany kapitału we własność producentów, ale już nie w formie prywatnej własności indywidualnych producentów, lecz w formie własności producentów jako producentów zrzeszonych, w formie bezpośredniej własności społecznej. Z drugiej strony, jest to przejściowa faza na drodze do przemiany wszystkich funkcji w procesie reprodukcji, które dotychczas łączyły się jeszcze z własnością kapitałową, po prostu w funkcje zrzeszonych producentów, w funkcje społeczne.

To z tej formy własności muszą wywłaszczyć kapitalistów proletariusze, by przekształcić kapitalizm w społeczeństwo komunistyczne:

Jest to zniesienie kapitalistycznego sposobu produkcji w obrębie samego kapitalistycznego sposobu produkcji, a zatem sprzeczność, w której zawarte już jest jej rozwiązanie i która prima facie reprezentuje jedynie moment przejściowy na drodze do nowej formy produkcji. Jako podobna sprzeczność występuje ona następnie także w swoich objawach. W niektórych sferach produkcji przyczynia się do powstawania monopolu i wywołuje dlatego konieczność interwencji państwowej.

Marks nie określa jakimi środkami ma się to dokonać. Jego zdaniem państwo w społeczeństwie kapitalistycznym będzie z czasem pełniło coraz silniejszą rolę w procesie reprodukcji kapitału, wspierając klasę kapitalistów, a kapitał finansowy będzie stanowił czynnik gwałtownego i kryzysogennego przyspieszenia:

Uwydatnia to jedynie, że pomnażanie wartości kapitału oparte na pełnej sprzeczności produkcji kapitalistycznej do pewnych tylko granic umożliwia rzeczywisty, swobodny rozwój produkcji, w istocie zaś stwarza jej immanentne więzy i bariery, które system kredytowy nieustannie zrywa i łamie. Toteż system kredytowy przyspiesza materialny rozwój sił wytwórczych i powstawanie rynku światowego, a właśnie dźwignięcie na odpowiedni poziom tych materialnych podstaw nowej formy produkcji jest dziejowym zadaniem kapitalistycznego sposobu produkcji. Równocześnie kredyt przyspiesza gwałtowne wybuchy tej sprzeczności, czyli kryzysy, i tym samym wzmaga elementy rozkładu starego sposobu produkcji.

Marks w powyższym fragmencie stwierdza, że los ludzkości w okresie rozwiniętego kapitalizmu jest określony przez pewne sprzeczne tendencje, a wynik rozwoju tych tendencji nie jest zdeterminowany. Kapitalizm stwarza pierwszy raz w historii ludzkości szansę stworzenia społeczeństwa komunistycznego: takiego, gdzie proces produkcji i reprodukcji społecznej jest kontrolowany przez samych producentów.
W tym sensie kapitał finansowy ten, choć pełni bardzo ważne funkcje (wyrównywanie stopy zysku wśród kapitalistów, zmniejszenie kosztów cyrkulacji kapitału, ogranicza konieczność posiadania rezerw finansowych) i stanowi najbardziej ogólną (abstrakcyjną) postać kapitału integrującą różne sektory gospodarki kapitalistycznej i rynki, to w stosunku do procesu wytwarzania wartości dodatkowej (produkcji opartej na wyzysku) stanowi on tylko udział (w formie nazywanej przez Marksa „procentem”) w już wytworzonej wartości. Z powodu fetyszystycznego rozumienia kapitału postrzega się kapitał finansowy jako przyczynę, a nie formę i wynik uspołecznienia produkcji. Ze względu na to odwrócenie funkcji kapitału finansowego w procesie wytwarzania wartości Marks mówi o „kapitale fikcyjnym”. Pojęcie „fikcyjności” może być tu mylące, gdyż sugeruje, że kapitaliści uznają procesy fikcyjne za przyczyny procesów rzeczywistych, jednak owa „fikcja” ma stricte polityczny i klasowy wymiar: pozwala na zawłaszczenie całego bogactwa społecznego. Dlatego też fetyszyzm, osiągający w kapitale finansowym swoją najwyższą formę, nie jest po prostu błędem czy iluzją, ale konieczną ze względu na cel zawłaszczania bogactwa społecznego formą organizacji społecznej.
Marks przewidywał, że wraz ze wzrostem sektora finansowego nastąpi zjawisko określane jako „zniżkowa tendencja stopy procentowej” (zysków z kapitału finansowego, zysku jako „procentu”), wynikającej z dwóch zjawisk: wzrastającej liczby rentierów żyjących z procentów od produkcji, w której nie biorą udziału, oraz wzrastającej akumulacji całego bogactwa społecznego w postaci kapitału pieniężnego. Prowadzi to do separacji kapitału w takiej abstrakcyjnej i bezproduktywnej formie od procesu społecznej reprodukcji, stanowiącego realną podstawę dynamiki rozwoju gospodarek kapitalistycznych. W efekcie mamy tu do czynienia, nie jak można by się spodziewać po obiegowych interpretacjach teorii Marksa, do zaostrzania się bezpośredniego konfliktu klasowego między robotnikami a kapitalistami, tylko do jego pełnej mistyfikacji. Proces walk klasowych w rozwiniętym kapitalizmie przybiera w zmistyfikowanej formie postać konfliktu między kapitałem finansowym a kapitałem rzeczywiście istniejącym w procesie produkcji:

Pieniądz dzięki zdolności przekształcania się w środki produkcji wciąż rozporządza pracą nieopłaconą i z tej racji przekształca proces produkcji i cyrkulacji towarów w produkcję wartości dodatkowej dla swego posiadacza. A zatem procent jest jedynie wyrazem tego, że wartość w ogóle – uprzedmiotowiona praca w swej ogólnej społecznej formie – wartość, która w rzeczywistym procesie produkcji przybiera postać środków produkcji, przeciwstawia się jako samoistna siła żywej sile roboczej i jest środkiem zawłaszczania sobie nieopłaconej pracy; i że jest taką siłą wskutek tego, iż przeciwstawia się robotnikowi jako własność cudza. Z drugiej jednak strony, w formie procentu znika owo przeciwieństwo względem pracy najemnej, gdyż kapitał przynoszący procent znajduje jako taki swoje przeciwieństwo nie w pracy najemnej, ale w kapitale funkcjonującym; kapitalista-pożyczkodawca przeciwstawia się jako taki bezpośrednio kapitaliście rzeczywiście funkcjonującemu w procesie reprodukcji, nie zaś robotnikowi najemnemu, którego właśnie na gruncie produkcji kapitalistycznej wywłaszczono ze środków produkcji.

Kapitał przynoszący procent jest kapitałem jako własność, ale nie funkcjonuje jako kapitał w procesie produkcji. W tym sensie jest „fikcyjny”. Gdy stopa zysku jest dana, to kapitalista produkcyjny wcale nie widzi jako swojego głównego oponenta robotników, których poziom płac jest określony przez przeciętną stopę zysku, ale właśnie w kapitale przynoszącym procent, ponieważ to właśnie poziom stopy procentowej określa w takim wypadku wysokość jego zysku. Ze względu na tę zależność kapitaliści tego rodzaju uważają zysk za wynagrodzenie za swoją pracę i nadzór nad produkcją, postrzegając siebie jako pracowników najemnych kapitału finansowego. Nie jest to zgodne z realną sytuacją: walka między kapitalistami, obok konkurencji jako walki o kontrolę rynków, jest walką o dystrybucję wartości w obrębie klasy kapitalistów.
Kapitalizm odkrywa tutaj swoją prawdziwą naturę: produkcja i reprodukcja społeczna, życie i dobrobyt całych społeczeństw, a nawet proces wytwarzania zysku w przedsiębiorstwach kapitalistycznych są podporządkowane procesowi wytwarzania zysku jako procentu – najbardziej abstrakcyjnej formy samopomnażania wartości.

#### Dział szósty: przemiana zysku dodatkowego w rentę gruntową
W dziale szóstym Marks omawia swoją teorię renty gruntowej oraz przemiany zysku dodatkowego w rentę gruntową, czyli swoją teorię renty różniczkowej, funkcjonującej w kapitalistycznie zorganizowanym sektorze przemysłu rolniczego oraz wydobywczego. Porównując swoją teorię z teorią Ricarda, Marks podkreśla znaczenie renty ze względu na sposób, w jaki wywiera ona wpływ na dwa kluczowe dla produkcji kapitalistycznej czynniki: produkcję żywności oraz produkcję paliw (wówczas właściwie wyłącznie produktów górnictwa). W XIX-wiecznym kapitalizmie podstawową formą paliwa był węgiel, którego cena, ze względu na jego udział w produkcji i dystrybucji towarów – podobnie jak jest dziś w wypadku ropy, – wpływała ostatecznie na ceny wszystkich towarów. Marks uznawał, że renta w kapitalizmie ma postać renty różniczkowej ponieważ:

…nie uczestniczy w określaniu ogólnej ceny produkcji towaru, lecz zakłada, że ta cena istnieje. Powstaje ona zawsze z różnicy między indywidualną ceną produkcji towaru kapitału indywidualnego, który rozporządza zmonopolizowaną siłą przyrody, a ogólną ceną produkcji towarów kapitału ulokowanego w ogóle w danym sektorze produkcji.

Nie powstaje ona po prostu jako wynik wzrostu produkcyjności tych sektorów, w których bezpośrednio pobiera się rentę (wzrostu produkcyjności rolnictwa czy wzrostu produkcyjności w ogóle przez zastosowanie sił przyrody np. w maszynie parowej), ale dzięki zwiększeniu produktywności tych kapitalistów, którzy osiągają ponadprzeciętny zysk przy użyciu „zmonopolizowanych sił przyrody”. Renta, jej źródło i wysokość, jest określana przez to, jaka jest wysokość zysków we wszystkich innych sektorach gospodarki.

#### Dział siódmy: dochody i ich źródła
W dziale siódmym i ostatnim, bardzo szkicowym, aczkolwiek syntetycznym zakończeniu, Marks podsumowuje, w jaki sposób jego dzieło demaskuje podstawowe założenie klasycznej ekonomii politycznej, że trzy wielkie kategorie źródeł dochodu (zysk, renta i płaca robocza) są jednocześnie źródłami wartości. Założenie to określa jako „formułę trójjedni”, zgodnie z którą badanie przyczyn bogactwa narodów, czyli rządzące wytwarzaniem produktu krajowego czy globalnego, dotyczy praw podziału produktu społecznego między klasy. Jest to, zdaniem Marksa, ideologiczna fikcja, twierdzi, że dobrobyt nowoczesnych społeczeństw, czyli jak to określił Smith „bogactwo narodów”, pochodzi z wyzysku pracy (nieopłaconej pracy dodatkowej) w produkcyjnych sektorach gospodarki. Zysk, na którym bazuje gospodarka kapitalistyczna, jest przejmowany przez abstrakcyjny kapitał jako procent, przez rentierów jako renta, uzależniona zysków kapitału produkcyjnego, i dystrybuowany wśród klasy pracującej jako płaca robocza, będąca częścią reprodukcji kapitału. Życie większości społeczeństwa jest tylko elementem reprodukcji kapitału społecznego i jemu podporządkowane. Z doświadczenia i świadomości klasy kapitalistów, żyjących i funkcjonujących jako kapitaliści dzięki procentowi, wywodzi się wyobrażenie kapitału jako cudownej siły, która sama się pomnaża (pieniądz rodzi pieniądz). Zysk jest efektem wyzysku, a kapitał nie jest, podobnie jak ziemia i praca, quasi-naturalną i odwieczną kategorią, tylko określoną historyczne formą produkcji. Kapitalizm jest nie tylko systemem gospodarczym, ale i społecznym, jego naczelne cele nie są czysto gospodarcze (dobrobyt czy maksymalizacja zysków), ale społeczne:

…[kapitalizm] jest zarówno procesem produkcji materialnych warunków życia ludzi, jak i procesem, który odbywa się na gruncie specyficznych, historyczno-ekonomicznych stosunków produkcji i który produkuje oraz reprodukuje same te stosunki, a przeto również nosicieli tego procesu, materialne warunki ich życia oraz ich wzajemne stosunki, tzn. odpowiadają im określoną formę społeczeństwa. [...] Rzeczywiste bogactwo społeczeństwa i możność ciągłego rozszerzania jego procesu reprodukcji zależy zatem nie od długości czasu pracy dodatkowej, lecz od jej produkcyjności i od mniejszej lub większej obfitości warunków produkcji, w których pracę tę się wykonuje.

Kapitalistyczny sposób produkcji jest formą reprodukcji społeczeństwa kapitalistycznego opartego na antagonistycznych stosunkach, w których jedna klasa zawłaszcza pracę dodatkową drugiej. Jednak to nie procesowi wyzysku, a społecznej kooperacji i rozwojowi sił wytwórczych zawdzięcza się bogactwo społeczne. Marks jednocześnie podkreśla, że samo istnienie pracy dodatkowej nie musi być czymś złym i zgodnie ze swoimi modernistycznymi i postępowymi poglądami uważa, że nadwyżki społeczne wytwarzane przez tę pracę w kapitalizmie mogą być podstawą nieantagonistycznego w klasowym rozumieniu społeczeństwa przyszłości, tzn. takiego społeczeństwa, gdzie antagonizmy nie mają społecznego i klasowego wymiaru, tylko np. wyłącznie indywidualny. W rozdziale czterdziestym ósmym pojawia się słynne rozróżnienie na „królestwo konieczności” i „królestwo wolności”. Za pomocą tej metafory Marks chce wykazać różnicę między dwoma aspektami każdego społeczeństwa oraz między społeczeństwami kapitalistycznym i postkapitalistycznym (tj. komunistycznym). Kapitalizm, jako że opiera się na wyzysku, systematycznie rozszerza królestwo konieczności. Cały wzrost gospodarczy i rozwój społeczny jest podporządkowany procesowi akumulacji kapitału. Królestwo wolności jest wobec tego w coraz większym stopniu zarezerwowane tylko dla wybranej grupy, żyjącej z zysku jako procentu, nie jest zatem prawdziwą wolnością. Królestwo wolności we właściwym rozumieniu to sfera rzeczywistości, gdzie ludzka praca zostaje podporządkowana celom ludzkości (władzy społecznej i bezklasowej), jej rozwojowi i dobrobytowi powszechnemu. Twierdzenie to można interpretować co najmniej na dwa sposoby: realistyczny, w którym praca służy rozwojowi ludzkości, a nie procesowi akumulacji dla akumulacji oraz utopistyczny, w którym nastanie „królestwa wolności” oznacza koniec pracy i ustanie jakichkolwiek konfliktów.
Tekst kończy się rozdziałem pięćdziesiątym drugim pod tytułem „klasy”, który ma zaledwie dwie strony długości. Marks stawia tutaj pytanie z przecięcia dziedzin socjologii, ekonomii i polityki: Co tworzy klasę? Ponieważ wyprowadził krytykę poglądu, zgodnie z którym klasy konstytuuje źródło i poziom dochodu, czyli jego forma i wielkość (który jest wciąż niezwykle popularnym ujęciem klas), stawia on pytanie o stosunki społeczne konstytuujące klasy społeczeństwa kapitalistycznego (kapitalizm jako zjawisko społeczne). Całość „Kapitału” stanowi poniekąd na to pytanie odpowiedź. Jednakże Marksowi nie starczyło czasu na stworzenie teorii klas. Rozdział urywa się na tej samej stronie, na której ów problem zostaje postawiony.

## Polskie przekłady
Tom I. Księga pierwsza. Proces wytwarzania kapitału (niem. Der Produktionsprozess des Kapitals)

### Pierwszy przekład:
- Karl Marx: Kapitał. Krytyka ekonomii politycznej. Tom pierwszy. Księga I. Wytwarzanie kapitału. Mieczysław Brzeziński, Stanisław Krusiński, Ludwik Krzywicki, Kazimierz Pławiński, Kazimierz Puchewicz, Józef Siemaszko (tłum.). Lipsk: E. Ł. Kasprowicz, 1884. Brak numerów stron w książce

Pierwszy polski przekład pierwszego tomu Kapitału autorstwa Stanisława Krusińskiego, Kazimierza Pławińskiego, Mieczysława Brzezińskiego, Ludwika Krzywickiego, Kazimierza Puchewicza oraz Józefa Siemaszki wydał Erazm Łukasz Kasprowicz w Lipsku w 1884 (drukiem G. Uszmana w Weimarze). Było to tłumaczenie na podstawie francuskiego przekładu Josepha Roya (przejrzanego i zredagowanego przez Marksa) drugiego niemieckiego wydania oraz na podstawie trzeciego niemieckiego wydania. Jak piszą tłumacze:

Atoli, już w toku drukowanie (!) pierwszych rozdziałów, ukazało się trzecie wydanie niemieckie, zwłaszcza w ostatnich działach różniące się mocno w sposobie wyłożenia przedmiotu. Z tego powodu, w pierwszej trzeciej części polskiego tłomaczenia trzymaliśmy się jeszcze niewolniczo tekstu francuskiego; w drugiej poczyniliśmy już niektóre zmiany, zresztą nieliczne, ponieważ większych różnic pomiędzy francuskim przekładem a trzeciem wydaniem niemieckiem nie było; wreszcie, w ostatnim dziale o gromadzeniu poszliśmy za ostatniem wydaniem niemieckiem, zachowując wykład francuskiego tekstu tylko gdzieniegdzie, w sposobie umieszczania uwag lub jeżeli ten ostatni jaśniej i krócej przedstawiał myśl autora.

### Drugi przekład
Wydanie I:
- w trzech zeszytach:
  - Karl Marx: Kapitał. Krytyka ekonomji politycznej. Tom I. Księga pierwsza. Przebieg wytwarzania kapitału. Zeszyt pierwszy. Henryk Gustaw Lauer (tłum.), Jerzy Heryng, Mieczysław Kwiatkowski (red.). Warszawa: Spółdzielnia Księgarska „Książka”, 1926. Brak numerów stron w książce
  - Karl Marx: Kapitał. Krytyka ekonomji politycznej. Tom I. Księga pierwsza. Przebieg wytwarzania kapitału. Przekład z niemieckiego wydania ludowego. Zeszyt drugi. (tłum.), Jerzy Heryng, Mieczysław Kwiatkowski (red.). Warszawa: Spółdzielnia Księgarska „Książka”, 1929. Brak numerów stron w książce
  - Karl Marx: Kapitał. Krytyka ekonomji politycznej. Tom I. Księga pierwsza. Przebieg wytwarzania kapitału. Przekład z niemieckiego wydania ludowego. Zeszyt trzeci. Jerzy Heryng (tłum.), Mieczysław Kwiatkowski, Jerzy Heryng (red.), Ludwik Selen (tłum. i red. końcowego katalogu). Warszawa: Księgarnia i Wydawnictwo „Tom”, 1933. Brak numerów stron w książce
- jednotomowe:
  - Karl Marx: Kapitał. Krytyka ekonomji politycznej. Tom I. Księga pierwsza. Przebieg wytwarzania kapitału. Jerzy Heryng (tłum.), Mieczysław Kwiatkowski, Jerzy Heryng (red.), Ludwik Selen (tłum. i red. końcowego katalogu). Warszawa: Księgarnia i Wydawnictwo „Tom”, 1935. Brak numerów stron w książce

Wydanie II:
- Karl Marx: Kapitał. Krytyka ekonomii politycznej. Tom pierwszy. Księga I. Proces wytwarzania kapitału. Jerzy Heryng, Mieczysław Kwiatkowski, Henryk Gustaw Lauer, Ludwik Selen (tłum.), Paweł Hoffman, Edward Lipiński, Bronisław Minc (red.). Warszawa: Książka i Wiedza, 1951. Brak numerów stron w książce (wznowione 1956)

Wydanie III: 
- Karl Marx: Kapitał. Krytyka ekonomii politycznej, t. 1: Proces wytwarzania kapitału. Ozjasz Szechter (red.). Warszawa: Książka i Wiedza, 1968. Brak numerów stron w książce

Przekład drugi, autorstwa Jerzego Herynga, Mieczysława Kwiatkowskiego, Henryka Gustawa Lauera i Ludwika Selena, ukazał się nakładem Spółdzielni Wydawniczej „Książka” w latach 1926–1933. Powstał na podstawie adresowanego do robotników tzw. wydania ludowego (Volksausgabe) z kwietnia 1914, którego organizację zaproponowali w styczniu 1911 kierownictwu Socjaldemokratycznej Partii Niemiec austromarksiści Max Adler, Otto Bauer, Adolf Braun, Rudolf Hilferding i Karl Renner oraz rosyjski archiwista Dawid Riazanow, a którego opracowanie partyjny wydawca Johann Heinrich Wilhelm Dietz powierzył Karlowi Kautskiemu. Edycja Kautskiego, oparta na drugim wydaniu niemieckim z 1872, do którego wygasły z końcem 1913 prawa autorskie, uwzględniała szereg wstawek z francuskiego wydania [1872–1875], oraz z pośmiertnych papierów Marksa, ale bez zniemczeń cytatów i wyrażeń obcych (szczególnie francuskich i angielskich), które tłumaczone były z języków oryginalnych zgodnie z zasadą nie wolno tłumaczyć z tłumaczenia. Indeksy do wydania ludowego opracował Riazanow, który bez powodzenia oferował opatrzenie go obszernym aparatem krytycznym dla stworzenia rodzaju „encyklopedii kapitalistycznego sposobu produkcji dla robotników”.
Drugie, zmienione wydanie przekładu Herynga i in. przygotowali w 1951 Paweł Hoffman, Edward Lipiński i Bronisław Minc według edycji krytycznej opracowanej przez zespół naukowy Dawida Riazanowa w Instytucie Marksa, Engelsa i Lenina przy Komitecie Centralnym Wszechzwiązkowej Komunistycznej Partii (bolszewików) (KC WKP(b)) w Moskwie w 1932, a poprawionej tamże w 1949. Wznowienie z 1956 nadal jednak odwoływało się do wydania ludowego pod egidą SPD.
Trzecie wydanie tego przekładu ukazało się w 1968 jako tom 23 serii Dzieł Marksa i Engelsa. Zaktualizował je porównując z nową edycją Instytutu Marksizmu-Leninizmu przy KC KPZR i Instytutu Marksizmu-Leninizmu przy KC SED w języku oryginału Ozjasz Szechter. Prawdopodobnie wydanie to było podstawą wznowienia z 1970.
Tom II. Księga druga. Proces cyrkulacji kapitału (niem. Der Gesamtprozess der kapitalistischen Produktion)
- Karl Marx: Kapitał. Krytyka ekonomii politycznej. Tom drugi. Księga II. Proces cyrkulacji kapitału. Julian Maliniak (tłum.). Warszawa: Książka i Wiedza, 1955. Brak numerów stron w książce

Tom III. Księga trzecia. Proces produkcji kapitalistycznej jako całość (niem. Der Zirkulationsprozess des Kapitals)
- Karl Marx: Kapitał. Krytyka ekonomii politycznej. Tom trzeci. Księga III. Proces produkcji kapitalistycznej jako całość. Edward Lipiński, Julian Maliniak, Ozjasz Szechter (tłum.) [?]. Cz. 1. Warszawa: Książka i Wiedza, 1957. Brak numerów stron w książce
- Karl Marx: Kapitał. Krytyka ekonomii politycznej. Tom trzeci. Księga III. Proces produkcji kapitalistycznej jako całość. Edward Lipiński, Julian Maliniak, Ozjasz Szechter (tłum.). Cz. 2. Warszawa: Książka i Wiedza, 1959. Brak numerów stron w książce

[Tom IV.] Teorie wartości dodatkowej (niem. Theorien über den Mehrwert)
- Karl Marx: Kapitał. Krytyka ekonomii politycznej. Tom czwarty. Teorie wartości dodatkowej. Czesław Grabowski, Felicja Romaniukowa, Władysław Sadowski (tłum. i red.). Cz. 1. Warszawa: Książka i Wiedza, 1960. Brak numerów stron w książce
- Karl Marx: Kapitał. Krytyka ekonomii politycznej. Tom czwarty. Teorie wartości dodatkowej. Czesław Grabowski, Felicja Romaniukowa, Władysław Sadowski (tłum. i red.) [?]. Cz. 2. Warszawa: Książka i Wiedza, 1963. Brak numerów stron w książce
- Karl Marx: Kapitał. Krytyka ekonomii politycznej. Tom czwarty. Teorie wartości dodatkowej. Czesław Grabowski, Felicja Romaniukowa, Władysław Sadowski (tłum. i red.) [?]. Cz. 3. Warszawa: Książka i Wiedza, 1966. Brak numerów stron w książce